# GM New Look
GM New Look — муниципальный городской автобус, выпускавшийся в разные периоды с 1959 по 1986 год американской корпорацией General Motors.

## История
Автобус GM New Look был разработан подразделением GMC Truck and Coach корпорации General Motors. Внешний вид автобуса был запатентован в 1958 году, а производство началось в 1959 году на заводе Pontiac в Мичигане.
Первые экземпляры были доставлены в Вашингтон 24 сентября 1959 года, а в последующие дни — также в Кливленд и Нью-Йорк. С 1962 года автобус GM New Look выпускался также в Канаде.
В США автобус выпускался до 1977 года, а в Канаде — до 1986 года. Кроме автобусов с ДВС, также выпускались небольшими партиями троллейбусы.
Всего было выпущено более 44000 экземпляров.

## В массовой культуре
Автобус GM New Look появлялся во многих американских фильмах и телесериалах. Особенно важную роль автобус сыграл в фильме «Скорость» 1994 года.

## Номенклатура
Отдельные модели, входящие в серию New Look, маркировались кодом (например, TDH-5303) в соответствии со следующей схемой:
| Вариант                       | Двигатель | Трансмиссия                         | Количество мест для сидения/длина | Кондиционирование                                                  |
| ----------------------------- | --- | ----------------------------------- | --- | ------------------------------------------------------------------ |
| T = городской S = пригородный | Ранние модели: D = дизельный двигатель G = бензиновый двигатель Поздние модели: 6 = шестицилиндровый двигатель 8 = восьмицилиндровый двигатель | H = автоматическая M = механическая | 33 = 33 места для сидения, 30 стоячих мест (oколо 9,1 м) 45 = 45 мест для сидения, 35 стоячих мест (oколо 10,7 м) 53 = 53 места для сидения, 40 стоячих мест (около 12,2 м) | Только у поздних моделей: A = с кондиционером N = без кондиционера |

## Модификации

### Городские
| Модель | США      | США               | Канада         | Канада            |
| Модель | Выпущено | Годы производства | Выпущено       | Годы производства |
| --- | -------- | ----------------- | -------------- | ----------------- |
| TGH-3301 | 13       | 1969—1971         | 0              | —                 |
| TDH-3301 | 113      | 1969—1971         | 0              | —                 |
| TDH-3301A | 161      | 1969—1971         | 0              | —                 |
| TDH-3302A/TDH-3302N | 223      | 1972—1973         | 0              | —                 |
| TDH-4516 | 149      | 1960—1962         | 0              | —                 |
| TDH-4517 | 1,799    | 1959—1964         | 66             | 1962—1964         |
| TDM-4517 | 6        | 1960—1962         | 0              | —                 |
| TDH-4518 | 124      | 1963—1965         | 0              | —                 |
| TDH-4519 | 1,959    | 1963—1967         | 401            | 1963—1968         |
| TDM-4519 | 08       | 1963—1967         | 0              | —                 |
| T6H-4521 | 369      | 1968—1971         | 329            | 1968—1972         |
| T6H-4521A | 849      | 1968—1971         | 0              | —                 |
| T6H-4523A/T6H-4523N1 | 2,562    | 1971—1977         | 537 + 95M      | 1972—1980         |
| TDH-5301 | 3,794    | 1959—1964         | 186            | 1961—1964         |
| TDM-5301 | 30       | 1961              | 0              | —                 |
| TDH-5302 | 774      | 1960—1962         | 10             | 1964              |
| TDM-5302 | 20       | 1961              | 0              | —                 |
| TDH-5303 | 6,205    | 1963—1967         | 1,069          | 1963—1968         |
| TDM-5303 | 65       | 1964—1967         | 0              | —                 |
| TDH-5304 | 2,062    | 1963—1967         | 145            | 1963—1968         |
| TDM-5304 | 57       | 1963—1965         | 0              | —                 |
| T6H-5305 | 298      | 1967—1971         | 783            | 1968—1972         |
| T6H-5305A | 723      | 1968—1971         | 0              | —                 |
| T6M-5305A | 41       | 1968              | 0              | —                 |
| T8H-5305 | 454      | 1968—1971         | 0              | —                 |
| T8H-5305A | 212      | 1968—1971         | 20             | 1970              |
| T6H-5306 | 381      | 1968—1971         | 72             | 1968—1972         |
| T6H-5306A | 889      | 1968—1971         | 0              | —                 |
| T6M-5306 | 50       | 1968              | 0              | —                 |
| T8H-5306 | 5        | 1969—1970         | 0              | —                 |
| T8H-5306A | 344      | 1969—1971         | 0              | —                 |
| T6M-5306A | 46       | 1969              | 0              | —                 |
| T6H-5307A/T6H-5307N2 | 446      | 1972—1979         | 2,444 + 2,006M | 1972—1979         |
| T8H-5307A | 3,131    | 1971—1977         | 62 + 77M       | 1973—1979         |
| T6H-5308A/T6H-5308N | 3003     | 1971—1979         | 2094           | 1972—1976         |
| T8H-5308A/T8H-5308N5 | 447      | 1972—1979         | 0              | —                 |
| T6H-5309A | 434      | 1972—1973         | 0              | —                 |
| T6H-5310A | 106      | 1972—1973         | 0              | —                 |
| Все канадские цифры относятся к Лондону, Онтарио, за исключением итогов, отмеченных буквой «M». 1. В Канаде не было выпущено ни одного T6H-4523A. 2. В Канаде не было выпущено ни одного T6H-5307A. 3. Только один T6H-5308N был построен в США. (для Martucci Bus Company из Вест-Оринджа, штат Нью-Джерси) 4. В Канаде T6H-5308A не выпускались. 5. Т8Н-5308Н не выпускался. |          |                   |                |                   |

### Пригородные
| Модель    | США      | США               | Канада   | Канада            |
| Модель    | Выпущено | Годы производства | Выпущено | Годы производства |
| --------- | -------- | ----------------- | -------- | ----------------- |
| SDH-4501  | 90       | 1960—1961         | 0        | —                 |
| SDM-4501  | 116      | 1960—1962         | 19       | 1962              |
| SDH-4502  | 53       | 1963—1967         | 33       | 1965—1968         |
| SDM-4502  | 162      | 1963—1967         | 41       | 1963—1966         |
| S6H-4503  | 3        | 1968—1971         | 8        | 1969              |
| S6H-4503A | 31       | 1968—1971         | 0        | —                 |
| S6M-4503  | 16       | 1968—1969         | 2        | 1968              |
| S6M-4503A | 29       | 1968—1971         | 0        | —                 |
| S6H-4504A | 13       | 1972—1973         | 0        | —                 |
| S6M-4504A | 2        | 1972—1973         | 0        | —                 |
| SDH-5301  | 3        | 1960—1961         | 0        | —                 |
| SDM-5301  | 589      | 1960—1962         | 2        | 1963              |
| SDH-5302  | 96       | 1963—1967         | 15       | 1965              |
| SDM-5302  | 1,079    | 1963—1967         | 104      | 1964—1968         |
| S8H-5303A | 48       | 1969—1971         | 6        | 1970              |
| S8M-5303A | 298      | 1968—1971         | 3        | 1968              |
| S8H-5304A | 236      | 1972—1976         | 0        | —                 |
| S8M-5304A | 171      | 1972—1976         | 0        | —                 |

## Галерея
- Вид сбоку
- Вид сзади
- Место водителя
- Салон
- Мелкосерийный шарнирно-сочленённый автобус
- Троллейбус на базе GM New Look